# Que Calor
"Que Calor" é uma música gravada pela banda jamaicana-americana Major Lazer, com o cantor colombiano J Balvin e o rapper dominicano El Alfa. Foi lançado em 11 de setembro de 2019, através do selo Mad Decent, do Diplo. É o terceiro single do quarto álbum de estúdio do Major Lazer, Lazerism, que será lançado em 2019. Isso também marca a segunda colaboração entre Major Lazer e J Balvin, depois de "Buscando Huellas" em 2017. Os artistas também divulgaram uma tradução lírica da faixa em inglês.

## Antecedentes
Uma semana antes, o Major Lazer anunciou a data do lançamento e postou um trecho da faixa nas redes sociais. Eles também disseram à Billboard: "J Balvin e El Alfa são dois dos artistas mais empolgantes atualmente trabalhando para nós e artistas com quem mantemos um relacionamento de longa data. Colaboramos com artistas latinos desde o início do Major Lazer -- Acho que muitos americanos esquecem o quanto o Caribe fala espanhol, e isso é uma grande parte de nossas influências. Há muita energia na música latina agora e adoramos ajudar a trazê-la de volta para casa". Diplo disse também: "Desculpe por estar atrasado na música do verão". A música fará parte da trilha sonora do jogo FIFA 20 e no novo modo "Volta Football". A trilha sonora oficial do FIFA 20 também foi lançada via Spotify, Apple e Deezer em 13 de setembro.

## Recepção crítica
Kat Bein, da Billboard, descreveu a música como "uma faísca cheio de vapor para o horário de pico dos clubes". Escrevendo para Dancing Astronaut, Farrell Sweeney chamou de uma música de bem-estar. Segundo ele, é o gatilho perfeito para fazer o ouvinte dançar. Paralelamente, Brian Bonavoglia, do DJ Times, observou a faixa como um hino robusto da pista de dança com vibrações de verão vivas. Katie Stone, da EDM.com, disse que "Que Calor" é uma faixa vibrante e uma mistura de culturas com um ritmo de dancehall que se parece com o estilo El Alfa. Da mesma forma, Mike Wass, do Idolator, chamou a música de "um enchedor de chão com ganchos suficientes para derrubar a barreira do idioma". A flauta no início da faixa foi vista como uma capa do clássico da cumbia colombiana de 1993 "Curura" pelo grupo afro-colombiano Totó la Momposina com influências pop modernas. Keely Quinlan, da Stereogum, descreveu a música como "uma flauta de som oriental, uma melodia infecciosa central, destacada por uma seção rítmica rápida e minúscula".

## Vídeo musical
O videoclipe oficial da música foi lançado no mesmo dia pelo canal do Major Lazer no YouTube. O vídeo foi dirigido pelo vencedor do VMA e BET Awards- Colin Tilley, que trabalhou em vídeos de " Tudo bem ", de Kendrick Lamar, "Mask Off" de Future e "Anaconda" de Nicki Minaj. Foi produzido por Jamee Ranta e Jack Winter, e orquestrado pelo coreógrafo Calvit Hodge. Existem dançarinas ao redor dos artistas, em uma atmosfera sombria, como no clipe de "Lean On". As garotas do clipe são dançarinas do Major Lazer, elas são Lazer Gyals, Sara Bivens e Helen Gedlu. O vídeo mostra Diplo em um traje de impressão de vaca completo com um chapéu de cowboy, em torno de chamas, enquanto J Balvin e El Alfa cospem fogo. Farrell Sweeney, do Dancing Astronaut, também observou o acompanhamento visual dinâmico do single digno de dança.

## Desempenho comercial
Na semana que terminou em 19 de setembro, a música obteve um ganho de 487% nas vendas nos Estados Unidos em sua primeira semana de rastreamento completo, ao vender 4.000 downloads, de acordo com a Nielsen Music. Duas semanas após o lançamento, subiu para o número um na parada de canções latinas digitais dos EUA, alcançou o número 20 na parada de músicas latinas dos EUA e no número 13 na parada Hot Latin Songs dos EUA. Este single também marca a primeira vez que o Major Lazer se junta à lista de dezessete DJs que entraram no Latin Digital Song Sales em 2019.

## Desempenho nas paradas musicais
| Tabela musical (2019)                             | Maior posição |
| ------------------------------------------------- | ------------- |
| Bélgica (Ultratip Bubbling Under de Flandres)     | 11            |
| Bélgica (Ultratop 50 da Valônia)                  | 42            |
| Bélgica (Ultratop Dance de Flandres)              | 23            |
| Bélgica (Ultratop Dance da Valônia)               | 4             |
| Colômbia (National-Report)                        | 47            |
| Espanha (PROMUSICAE)                              | 18            |
| Estados Unidos (Bubbling Under Hot 100 Singles)   | 23            |
| Estados Unidos (Billboard Dance Club Songs)       | 47            |
| Estados Unidos (Billboard Dance/Electronic Songs) | 7             |
| Estados Unidos (Billboard Hot Latin Songs)        | 13            |
| França (SNEP)                                     | 22            |
| Hungria (Rádiós Top 40)                           | 37            |
| México (Billboard Mexico Airplay)                 | 32            |
| Países Baixos (Tipparade)                         | 4             |
| Países Baixos (Single Top 100)                    | 91            |
| Nova Zelândia (RMNZ)                              | 39            |
| Portugal (AFP)                                    | 98            |
| Suíça (Schweizer Hitparade)                       | 53            |

## Vendas e certificações
| Região                                         | Certificação         | Vendas |         |
| ---------------------------------------------- | -------------------- | ------ | ------- |
| scope="row" style="background-color: #f2f2f2;" | Espanha (PROMUSICAE) | Ouro   | 20,000^ |
| ^distribuições baseadas apenas na certificação |                      |        |         |